# Tratado de Cahuenga
El tratado de Cahuenga (en inglés: Treaty of Cahuenga), también conocido como la “Capitulación de Cahuenga”, fue un arreglo informal entre las fuerzas militares rivales en el cual los habitantes de California renunciaron a la lucha y se finalizaron las disputas de la guerra Estados Unidos-México en Alta California en 1847. Se alivia la presión militar del extremo occidental de Estados Unidos y se establece al campo de Cahuenga como la cuna de California. Se firmó tras las batallas del rio San Gabriel y la Mesa. El tratado fue redactado en inglés y español por José Antonio Carrillo, aprobado por el teniente coronel estadounidense John C. Frémont y el gobernador mexicano Andrés Pico el 13 de enero de 1847 en el Campo de Cahuenga (hoy en día es Universal City, Los Ángeles, California).
El tratado pedía que los habitantes de California renunciaran a su artillería y que se liberara inmediatamente a los prisioneros de ambos lados. A todos los habitantes de California que prometieron no volver a tomar las armas durante la guerra y a obedecer las leyes de los Estados Unidos, se les permitió regresar a sus hogares y ranchos, no fueron obligados a prestar juramentos de lealtad hasta que el tratado de paz fuera firmado entre Estados Unidos y México, se les reconocieron los mismos derechos y privilegios que a todos los ciudadanos de los Estados Unidos y se les dio el privilegio de salir del país si así lo deseaban.
La disputa entre Estados Unidos y México terminó con el Tratado de Guadalupe Hidalgo (1848), donde México cedió formalmente Alta California junto con otros territorios a los Estados Unidos y la frontera de Texas se estableció en el río Grande. Andrés Pico, al igual que casi todos los habitantes de California, se convirtió en ciudadano estadounidense con derecho a votar y derechos legales. Pico se volvió asambleísta del Estado y luego senador estatal representando a Los Ángeles en la Legislatura del Estado de California.

## Antecedentes
La inestabilidad del gobierno central mexicano y la lejanía del territorio de California ocasionaron que los habitantes de California se consideraran californianos en lugar de mexicanos. Existían grandes tensiones entre las autoridades mexicanas enviadas a gobernar la provincia y los californianos nativos, por lo cual hubo dos batallas durante 1831 y 1845 entre fuerzas leales a los gobiernos mexicanos y los partidarios de las reglas de California. 
El interés extranjero sobre California escaló con visitas oficiales de Inglaterra, Francia y los Estados Unidos. Comerciantes estadounidenses se fueron alojando en California desde 1820. A partir de 1826 estadounidenses comenzaron a ocupar el valle central con permiso de México. John C. Frémont dirigió una expedición topográfica del ejército de los Estados Unidos a California de 1843 a 1844.
Se rompieron relaciones entre México y Estados Unidos en 1845 cuando el presidente John Tyler aprobó la anexión de Texas a Estados Unidos ya que el Destino Manifiesto de Estados Unidos tenía choques con México. En 1846 el gobierno mexicano autorizó al gobernador Pío Pico que tomara cualquier medida necesaria para proteger Alta California de que fuera adquirida por fuerzas extranjeras. 
En la guerra de Estados Unidos-México (1846-1848), los territorios de California, Nuevo México, Coahuila, Estado de México y Puebla fueron ocupados. En particular, en julio y agosto de 1846, la marina de Estados Unidos ocupó los puertos de California. 
Un mal gobierno en California por parte de Estados Unidos ocasionó una rebelión, la cual concluyó cuando California se dio cuenta de que sus fuerzas eran superadas tanto en número como en armas. Andrés Pico se acercó a Fremont con términos honorables según los cuales California se rendiría. Fremont aceptó dichos términos y ambos acordaron reunirse en Cahuenga el 13 de enero de 1847 para firmar el tratado de Cahuenga.

## El Tratado de Cahuenga
El tratado fue escrito de la siguiente manera: 

A todos los que estos presentes lleguen, saludos: 
Sabed que, en consecuencia de las propuestas de paz o cese de hostilidades, remitidas a mí, como Comandante del Batallón de California de las fuerzas de Estados Unidos, que hasta ahora han sido conocidas por mí con el fin de hacerme nombrar una junta de comisionados para entablar una deliberación con una junta similar designada por los Californianos y que requiere un poco de tiempo para cerrar negociaciones; acuerdo y ordeno que el cese de hostilidades se llevará a cabo mañana por la tarde (13 de enero de 1847), y es permitido que los Californianos lleven sus heridos a la misión de San Fernando, donde, también, si ellos eligen, pueden retirar su campamento para facilitar dichas negociaciones.
Dado bajo mi mano y sello el 12 de enero de 1847.

John C. Frémont, Teniente Coronel de Estados Unidos y Comandante militar de California

Artículos de Capitulación hechos y firmados en el Rancho de Cahuenga, el décimo tercer día de enero, Anno Domini, mil ochocientos cuarenta y siete, entre P.B. Reading, Mayor; Louis McLane, Jr., al mando de la Artillería; Wm. H. Russell, Oficial de Artillería; comisionados nombrados por J.C. Fremont, Teniente Coronel del Ejército de Estados Unidos y Comandante Militar del territorio de California; y José Antonio Carrillo, Comandante de Escuadrón, Agustín Olivera, Diputado, comisionados nombrados por Don Andrés Pico, Comandante en Jefe de las fuerzas de California bajo la bandera mexicana.

- Artículo 1.- Los miembros de la Comisión por parte de los californianos están de acuerdo que toda su fuerza debe, en su presentación al Teniente Coronel Fremont, entregar su artillería y armas públicas, y deben regresar pacíficamente a sus hogares, conforme a las leyes y regulaciones de los Estados Unidos, y no volverán a tomar las armas durante la guerra entre Estados Unidos y México, sino que ayudarán a poner paz y tranquilidad en el país.

- Artículo 2.- Los miembros de la Comisión por parte del Teniente Coronel Fremont, acuerdan y se obligan a cumplir el primer artículo de los Californianos, donde se les garantiza la protección a la vida y la propiedad, ya sea en libertad condicional o de otra manera.

- Artículo 3.- Hasta que se haga un tratado de paz y se firme entre Estados Unidos de América y la República de México, ningún Californiano u otro ciudadano mexicano estará obligado a prestar juramento de lealtad.

- Artículo 4.- Cualquier ciudadano de California u otro ciudadano mexicano que lo desee, tiene permitido por esta capitulación irse del país con toda libertad.

- Artículo 5.- En virtud de los artículos antes mencionados, se concede la igualdad de derechos y privilegios a todo ciudadano de California, los cuales son disfrutados por los ciudadanos de Estados Unidos de América.

- Artículo 6.- Todos los oficiales, ciudadanos, extranjeros u otras personas, recibirán la protección garantizada por el segundo artículo.

- Artículo 7.- Esta capitulación pretende no ser una barrera en los arreglos que en el futuro y en justicia puedan ser requeridos por ambas partes.

- P.B. READING, Mayor, Batallón de California
- WM. H. RUSSELL, Oficial de Artillería, Batallón de California
- LOUIS MCLANE, JR., Comandante de Artillería, Batallón de California
- JOSÉ ANTONIO CARRILLO, Comandante de Escuadrón
- AGUSTÍN OLVERA, Diputado

Aprobado 
- JOHN C. FREMONT, Teniente Coronel de Estados Unidos y Comandante militar de California

Aprobado
- ANDRÉS PICO, Comandante de Escuadrón y de las Fuerzas Nacionales en California

- Artículo adicional:

Que toda libertad condicional de oficiales, ciudadanos, otras personas de los Estados Unidos, y de los ciudadanos naturalizados de México, está cancelada por esta capitulación; que todas las condiciones de las dicha libertades condicionales de este día en adelante no tienen fuerza ni efecto y que todos los prisioneros de ambas partes quedan en libertad.
(Firmado como arriba)
Ciudad de Los Ángeles, 16 de enero de 1847

## Recreación histórica
En enero de cada año, se hace una ceremonia histórica en el Campo de Cahuenga, Parque Histórico del Estado. El programa de la celebración incluye actores para recrear el momento histórico (recreación de la firma del tratado), bailarines y vestimenta de la época.